# مقبرة نفر وكاهاي
مقبرة نفر وكاهاي، الذي كان مشرفاً على الصناع المهرة، ورئيس كورال المغنيين في بداية الأسرة المصرية الخامسة. وكانت المقبرة تستخدم كمدفن عائلي لتسعة أفراد.

## المقبرة
نقرت المقبرة في الصخر، وتتكون من قاعة واحدة طولها ثمانية أمتار وبها تسعة آبار للدفن؛ عثر في البئر الثانية منها على مومياء في حالة من الحفظ تصل إلى حد الكمال.
والنقوش الغائرة لهذه المقبرة رائعة وزاهية الألوان وفي حالة جيدة من الحفظ، وموضوعاتها تقليدية، ففيها: تقديم القرابين إلى المتوفى والحياة الريفية والمشاهد الزراعية وحصاد العنب وعصر النبيذ والقنص وصيد السمك. وهناك، إلى جانب ذلك، منظر غير عادى يبين صناعة قارب بضاعة خشبي وقارب صغير من البردي ومختلف أنواع النجارة والحرف الصناعية.